# Mothman

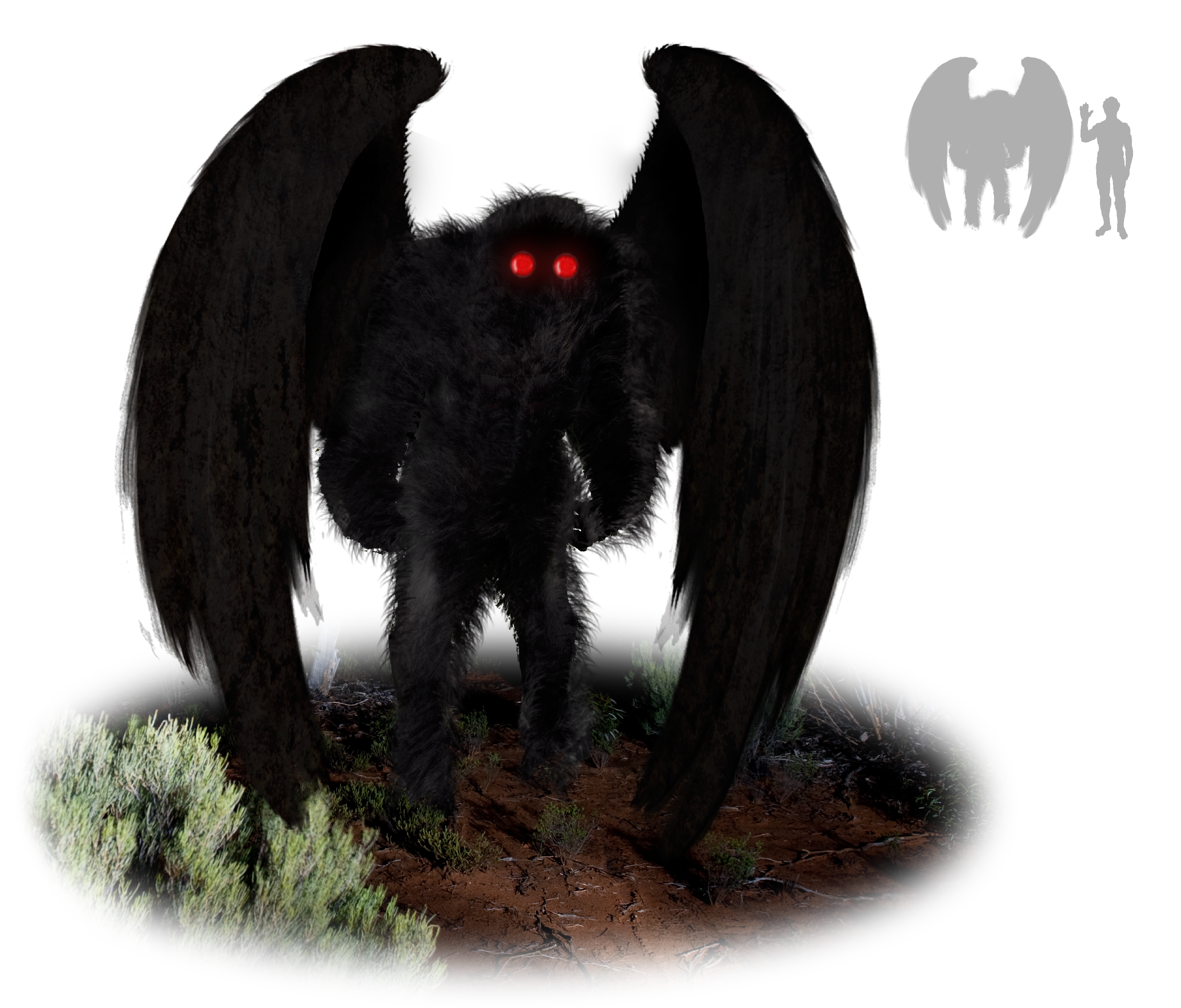
Mothman (künstlerische Darstellung)

Der Mothman (deutsch teils mit „Mottenmann“ übersetzt) ist ein modernes Fabelwesen aus Nordamerika, das erstmals 1966 in Erscheinung getreten sein soll. Beschrieben wird der Mothman als geflügelter Halbmensch, ähnlich einem Engel, jedoch von dunkler Hautfarbe, mit leuchtend roten, runden Augen. Eine rationale Erklärung für die Sichtungen sind Eulen und Uhus.

## Begriff
Schon für die erste wahrgenommene Erscheinung im Jahre 1966 verwendeten Augenzeugen und Presse von Anfang an den Ausdruck „moth-man“, in Variationen und neben einer Vielzahl anderer Bezeichnungen. Die meisten unterstellten eine vogelähnliche Gestalt, etwa „man-sized bird“, „birdman“, „bird-like creature“ oder „bird-monster“. Mothman setzte sich in späteren Publikationen als alleiniger Name durch. Zur Erklärung wird häufig auf die Vorbildwirkung des Comic-Helden Batman und seines kriminellen Gegenspielers Killer Moth verwiesen.

## Das Ereignis
Die erste Beobachtung, auf der die Legende des Mothman beruht und die weitere Sichtungen auslöste, ereignete sich in der US-amerikanischen Kleinstadt Point Pleasant, West Virginia in der Nacht zum 15. November 1966 auf dem Gelände der stillgelegten West Virginia Ordnance Works, einer Munitionsfabrik aus dem Zweiten Weltkrieg, von den Einheimischen TNT area genannt. Das abgelegene und unübersichtliche Areal war zur Mitte der 1960er Jahre ein Treffpunkt für junge Leute aus der Hot-Rod-Szene.:32
Zwei Ehepaare, Roger und Linda Scarberry sowie Steve und Mary Mallette, aus Point Pleasant fuhren im Auto der Scarberrys gegen 23.30 Uhr auf einer durch das Gelände führenden Straße. Es war eine kalte, klare Nacht. Nach der Schilderung von Linda Scarberry sahen sie plötzlich vor dem gegenüberliegenden alten Kraftwerksgebäude eine furchteinflößende, menschenähnliche Gestalt von etwa sieben Fuß (2,13 m) Größe, mit großen Engelsflügeln von zehn Fuß (3,04 m) Spannweite. Die Spitzen der Flügel seien über die Schultern hinausragend sichtbar gewesen. Das Wesen habe große runde, rot leuchtende und hypnotisierend wirkende Augen von etwa zwei Zoll (5 cm) Durchmesser gehabt. Der Körper habe kräftig gewirkt, aber weder Arme noch Kopf besessen. Bei der ersten Sichtung habe die Erscheinung auf einem Hügel gehockt und versucht, sich aus einem Draht zu befreien, in den sich ein Flügel verwickelt hatte. Dann sei die Gestalt unter Staubentwicklung flügelschlagend aufgestiegen und, als die beiden Paare fluchtartig den Bereich verließen, mehrmals über das mit hoher Geschwindigkeit wegfahrende Auto geflogen. Das Wesen sei sehr schnell geflogen und man habe lautes Flügelschlagen gehört. Die Zeugen meldeten den Vorfall noch in der Nacht dem örtlichen Sheriff, der gegen zwei Uhr das Gelände absuchte, ohne jedoch Auffälliges zu bemerken. Bei der Zeugenvernehmung wurden die Ehepaare getrennt voneinander vernommen, alle gaben die gleichen Details zu dem mysteriösen Wesen zu Protokoll.
Am 16. November 1966 erschien ein Artikel in der örtlichen Zeitung Point Pleasant Register unter dem spekulativen Titel: Couples See Man-Sized Bird … Creature … Something (Paare sehen einen menschengroßen Vogel … eine Kreatur … etwas). In den Tagen danach griffen andere Zeitungen das Thema auf und lösten in der Folgezeit eine wahre Welle von weiteren Sichtungen in der Umgebung aus. Auch Linda Scarberry, die Hauptzeugin, will das Wesen in den folgenden Tagen noch mehrere Male gesehen haben, einmal sogar auf dem Dach ihres Apartmenthauses sitzend. Außerdem wurde die furchteinflößende Erscheinung in Point Pleasant gesichtet, auf einer Straße stehend oder flatternd über einem ehemaligen Gebäude der US Army.
Bald wurden dem „Mothman“, wie die Gestalt nun allgemein genannt wurde, weitere furchteinflößende Attribute hinzugefügt. So soll er angeblich scharfe Krallen statt menschlicher Füße haben, auf vier Meter Größe angewachsen, von tiefschwarzer Hautfarbe sein und die Fähigkeit haben, sich plötzlich zu materialisieren und wieder zu verschwinden. In Point Pleasant bildeten sich regelrecht Jagdgruppen, die bewaffnet und mit starken Scheinwerfern versehen, mit Spürhunden nach dem Mothman suchten.
Als 13 Monate nach der ersten Begegnung mit dem Mothman, am Freitag, dem 15. Dezember 1967 um 17.04 Uhr, die 681 Meter lange Silver Bridge zwischen den Orten Point Pleasant und Kanauga einstürzte, erreichte die Hysterie um den Mothman ihren Höhepunkt. Im dichten vorweihnachtlichen Einkaufsverkehr fielen 31 Fahrzeuge in den Ohio River, 46 Menschen ertranken. Zurückgehend auf eine Sage der Irokesen, der Tuscarora und der Wyandot, die das Erscheinen eines ähnlich beschriebenen Wesens als Vorbote für Unglück und Not ansahen, wurde nun behauptet, der Mothman habe den Brückeneinsturz angekündigt. Wie nach einer vier Jahre dauernden Untersuchung ermittelt werden konnte, waren Materialermüdung, Mikrorisse und nachfolgend Rost an einem tragenden Bauteil die Ursachen des Unglücks.
In der Presse meldeten sich nun weitere Personen zu Wort, die den Mothman als Vorboten von tatsächlichen oder behaupteten Unglücksfällen und Katastrophen bereits Jahre zuvor gesehen haben wollten. Es wurde spekuliert, dass das Erscheinen des Mothman auf einen Fluch zurückzuführen sei, den Häuptling Cornstalk über die Stadt verhängt haben soll. Cornstalk war ein berühmter Anführer der Shawnee zur Zeit der amerikanischen Unabhängigkeitsbewegung, der am 10. November 1777 im Fort Randolph bei Point Pleasant ermordet wurde.

## Erklärungsversuche
Eine nüchterne Erklärung für die Erscheinung ist, dass die Augenzeugen eine große Eule oder einen Kanadakranich gesehen haben. Als ein Einwohner von Point Pleasant mit einer Flinte auf den vermeintlichen Mothman schoss und dabei einen der seltenen Virginia-Uhus erlegte, ebbten die Sichtungen ab. Dazu trug auch der Tod der Reporterin Mary Hyre bei, die weiterhin über den Mothman berichtet hatte. Der skeptische Wissenschaftler Joe Nickell nimmt an, dass es sich um Sichtungen von Schleiereulen handelt, da die beschriebenen Charakteristiken des Mothman mit denen von Schleiereulen übereinstimmen.

## Rezeption

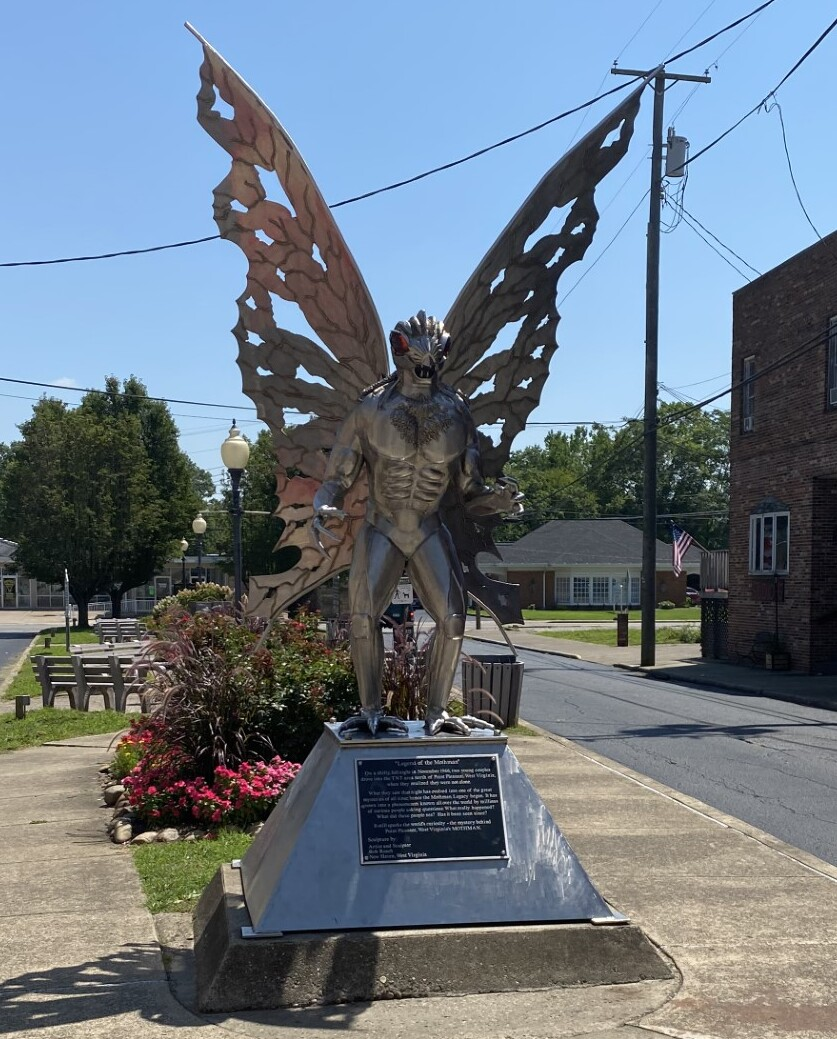
Statue des Mottenmanns in der Nähe des Museums

Die Legende wird immer wieder durch Buchveröffentlichungen, Internetbeiträge und Zeitungsartikel bis in die Gegenwart am Leben erhalten. Am bekanntesten ist das 1975 erschienene und mehrfach neu aufgelegte Buch des US-amerikanischen Ufologen John A. Keel mit dem Titel The Mothman Prophecies, das auch die Grundlage für den gleichnamigen Hollywood-Film aus dem Jahr 2002 mit Richard Gere in der Hauptrolle bildete (deutscher Titel: Die Mothman Prophezeiungen). Der Film hatte zahlreiche Mothman-Sichtungen in allen Teilen der USA zur Folge.
Point Pleasant veranstaltet im September eines jeden Jahres das dreitägige Mothman-Festival, das Tausende in die Kleinstadt lockt und vorübergehend für einen kleinen wirtschaftlichen Aufschwung sorgt. In der Stadt gibt es auch ein kommerzielles Mothman-Museum mit angeschlossenem Devotionalienhandel. Die dankbaren Einwohner haben dem Mothman zudem ein Denkmal gewidmet, das im Gunn Park in der Ortsmitte steht.
Im Online-Rollenspiel Fallout 76 taucht der Mothman, neben anderen Kryptiden, im postapokalyptischen West Virginia nach einem fiktiven Atomkrieg am Ende des 21. Jahrhunderts als Kreatur auf. Der Ort Point Pleasant mit dem Mothman-Museum im Zentrum dient im Spiel als Hauptquartier eines fiktiven Kultes, der bereits vor dem Krieg existierte.